# Вешняковы
Вешняковы — древний русский дворянский род.
Род внесён в родословную книгу Московской губернии.

## История рода
Сын Псковского дьяка, Игнатий Михайлович Вешняков постельничий при Иоанне Грозном (1551—1559), воевода в Астраханском походе (1554), упомянут на свадьбе князя Владимира Андреевича (1558), воевода в Ливонском походе (1559), послан с войском на Дон, в помощь атаману князю Константину Вишневецкому (1559). Погребен в Сергиево-Тороицком монастыре († 1561), вместе с женой, инокиней Варварой († 1586). Их дети: Владимир, 2-й воевода сторожевого полка (1593), подписал грамоту на избрание на царство Бориса Годунова (1598), воевода Воронежа (1600), Валуйках (1603), Шацке (1615), скончался в иночестве с именем Варлам († 1626), погребён с родителями. Второй сын Михаил, в иночестве Пимен († 1628) похоронен с родителями.
Псковские дети боярские: Василий, Богдан, Семейка и Ждан Андреевичи — псковские помещики, пожалованы Иваном Грозным имениями в московском уезде (1550). Из них Василий голова передового полка (1556), голова в Ливонском походе (1559), воевода на Себеже (1563), Толщеборе (1570). Семейка голова передового полка (1556). Ждан воевода в Лаюсе (1556), голова в Ливонском походе (1559), воевода на Себеже (1564).
Симон Маркович уехал в Польшу с князем А. М. Курбским (1564). По делу Старицких казнён подклюшник Иван Вешняков (1569), его имя внесено в синодик опальных. Увар Вешняков осадный голова в Пайде (1576—1578).
Дмитрий Андреевич вёрстан новичным окладом по Рязани (1628).
Андрей Михайлович пожалован грамотой на поместья (1682). Ишмак Вешняков владел поместьем в Арзамасском уезде (ранее 1683).
Двое представителей рода владели населёнными имениями (1699).

## Описание гербов

#### Герб. Часть VI. № 118.
Щит разделён на четыре части, из коих в 1-й и 4-й в голубом поле изображено по одному чёрному орлу. Во 2-й части в серебряном поле — вишнёвое дерево с плодами. В 3-й части в красном поле видна выходящая с левой стороны из облак рука с саблей (польский герб Малая Погоня).
Щит увенчан обыкновенным дворянским шлемом с дворянской на нём короной. Намёт на щите красный, подложен серебром. Герб рода Вешняковых внесён в Часть 6 Общего гербовника дворянских родов Всероссийской империи, стр. 118.

#### Герб. Часть XVII. № 107.
Герб сенатора Александра Вишнякова: в серебряном поле щита вишнёвое дерево натурального цвета с таковыми же плодами и распущенными корнями. Щит увенчан дворянским коронованным шлемом. Нашлемник: встающий золотой лев с красными глазами и языком, с железной короной на голове. Он держит в лапах ликторский пук. Намёт: справа чёрный с серебром, слева чёрный с золотом. Девиз: «БОГ НАДЕЖДА МОЯ» серебряными буквами на чёрной ленте.
Эмблемы с герба Вешняковых вошли в герб района Вешняки.

## Известные представители
- Вешняков Владимир — письменный голова, воевода в Тобольске (1606—1607).
- Вешняков Фёдор — дворцовый сытник (1609).
- Вешняков Василий Юрьевич — в иночестве Варсанофий († 1636), похоронен в Троице-Сергиевом монастыре.
- Вещняков Никифор — стряпчий Сытного дворца (1651).
- Вешняков Михаил — дьяк (1668—1677).
- Вешняков Матвей Михайлович — стрелецкий полковник при царе Федоре Алексеевиче и в правление царевны Софьи Алексеевны, стольник (1692).
- Вешняков Андрей Михайлович — стольник (1680—1692), воевода в Торжке (1690), Ростове (1699).
- Вешнякова Авдотья — жена князя Михаила Андреевича Волконского.
- Вешняков Иван Никифорович — патриарший дьяк (1696)[5][6][7].